# 城 (朝鲜)

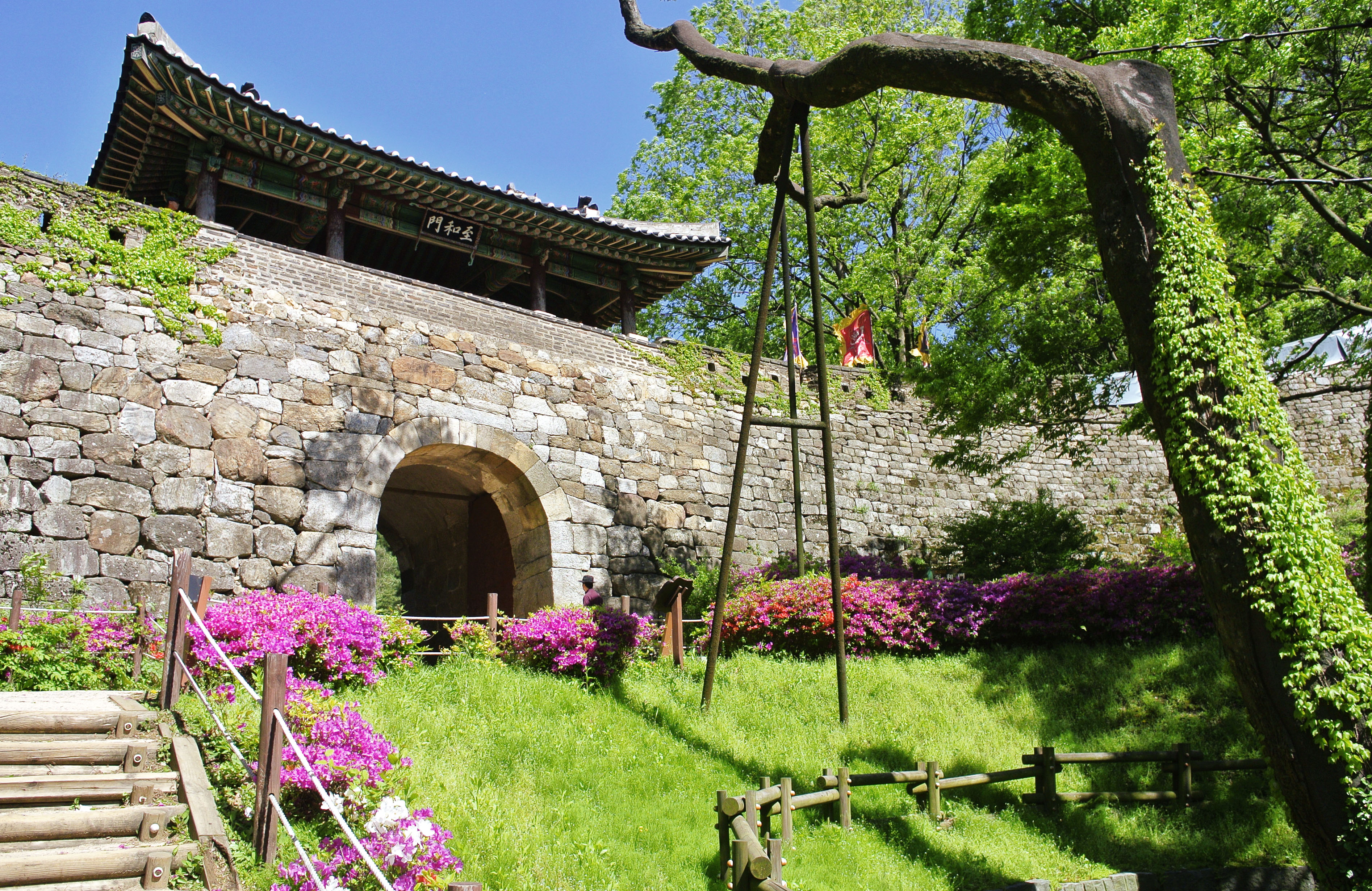
南汉山城，两座单独入选世界遗产的朝鲜城之一

朝鲜式城是朝鲜文化中传统的城堡形式。
朝鲜的城分为数类：山城、邑城、平地城、关城、长城、栅城:309。朝鲜式的城大量使用岩石修筑（石城），并且以利用山丘地形修建的山城为多，体现了一种以岩石为建材的传统:36，受到汉文化影响之后，才在高句丽中后期出现了采用泥土作为建筑材料的土城:130,241。
目前，在朝鲜半岛有约2,400座山城，其中忠清北道有212座。

## 历史
朝鲜式的城起源于高句丽，传播到百济和新罗:33，此后的高丽王朝和朝鲜王朝继承了这一传统。朝鲜，尤其是历史上的高句丽，常常被称为“山城之国”:65。
高句丽古城目前已发现约170座，分布区域包括朝鲜半岛、中国和蒙古境内，而中国境内有99座:70-91。其中在战争史上较著名的是位于今辽宁省鞍山市和海城市的安市城，在唐朝侵略高句丽的战争中，高句丽军队曾在此击退了唐朝的进攻:100:50。

## 影响
7世纪至8世纪，日本大和朝廷的古代山城是由百济人及后裔建造或在其指导下建造的:26。

## 现状与保护
位于韩国的水原华城和南汉山城被联合国教科文组织认定为世界遗产。位于中国的丸都山城与国内城、五女山城作为高句丽王城、王陵及贵族墓葬的一部分被认定为世界遗产。位于韩国的公山城、扶苏山城、扶余罗城作为百济历史遗迹地区的一部分被认定为世界遗产。
凤凰山山城被指定为中国全国重点文物保护单位。

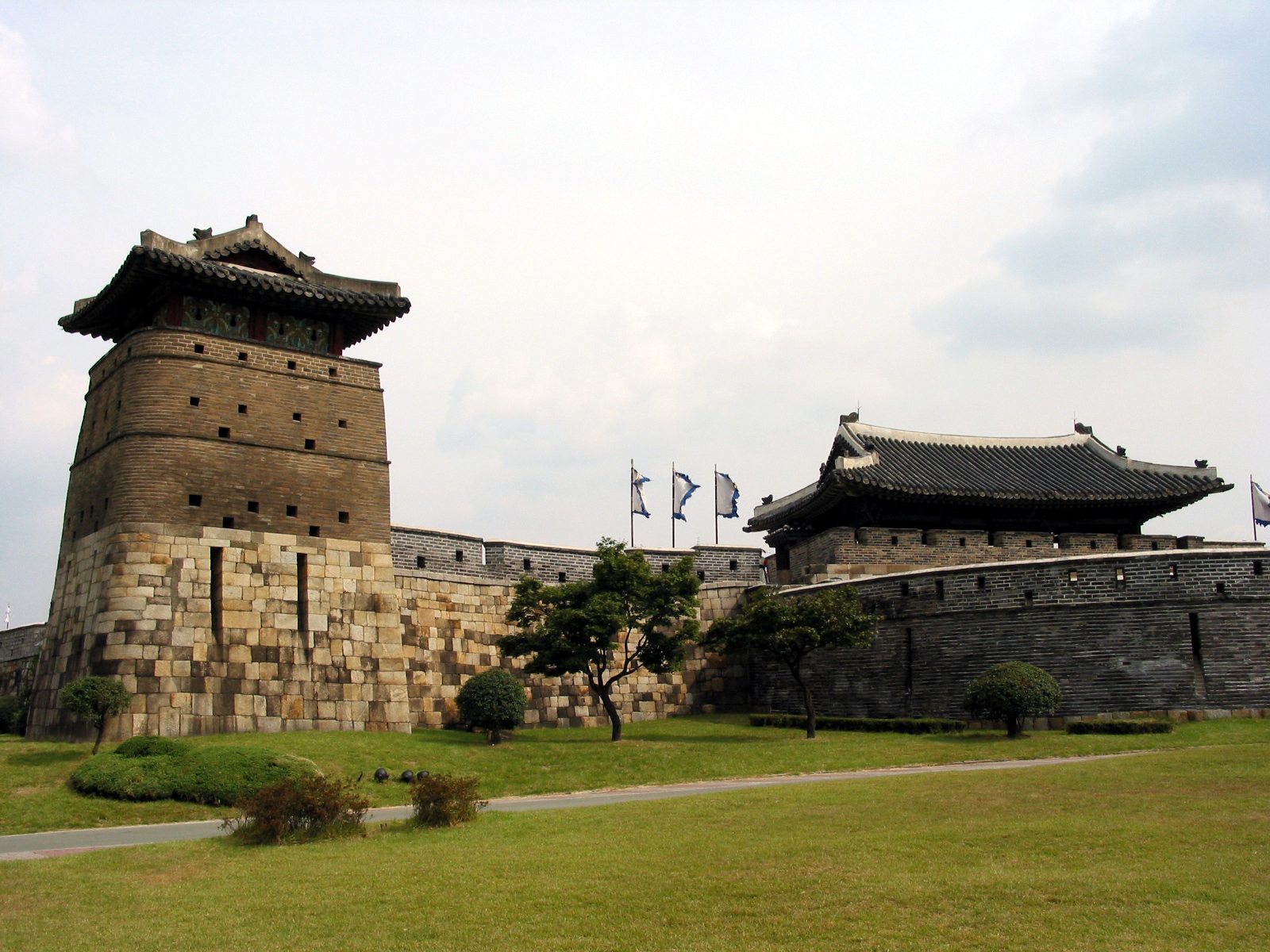
水原华城
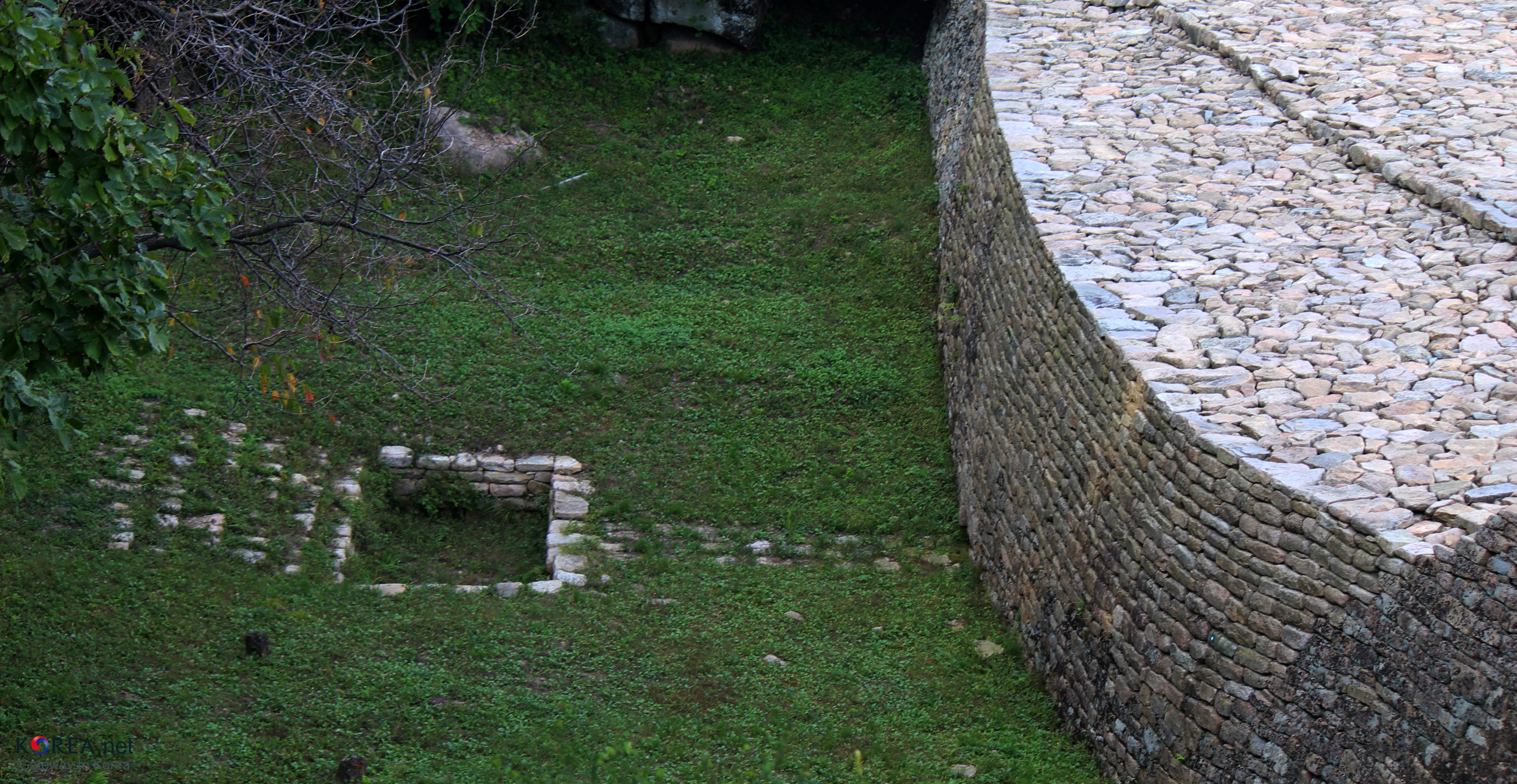
甄萱山城（朝鲜语：견훤산성）遗迹
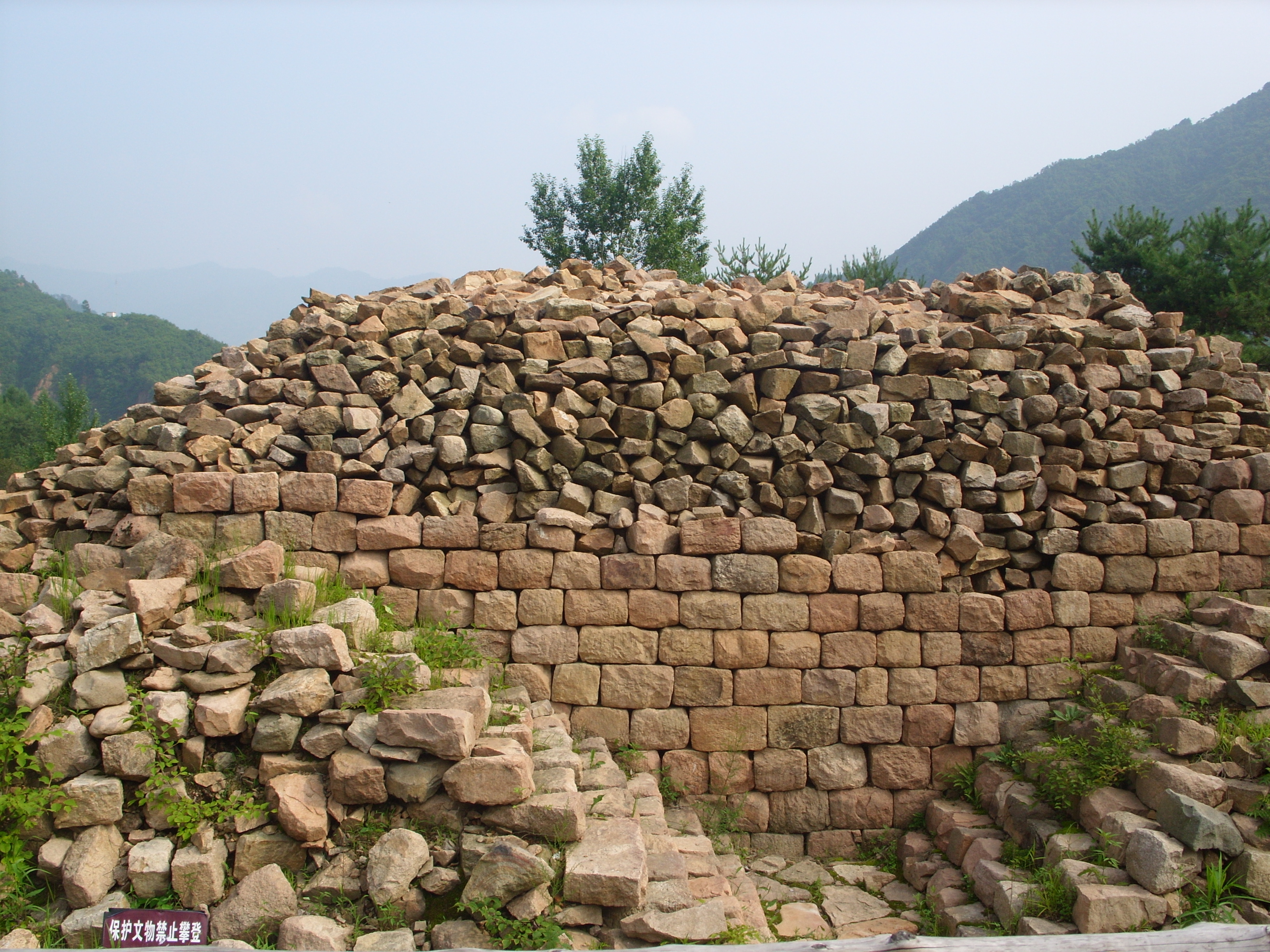
丸都山城遗迹
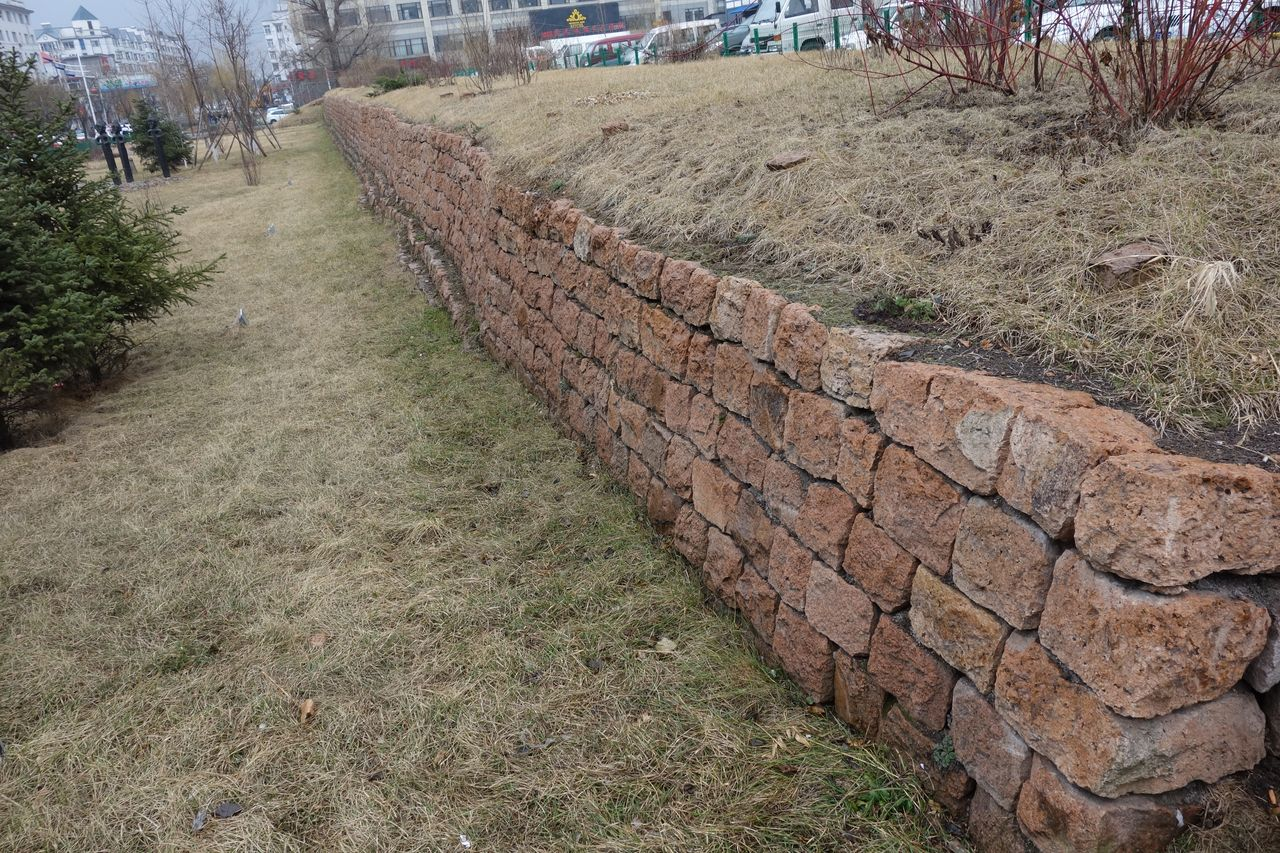
国内城遗迹
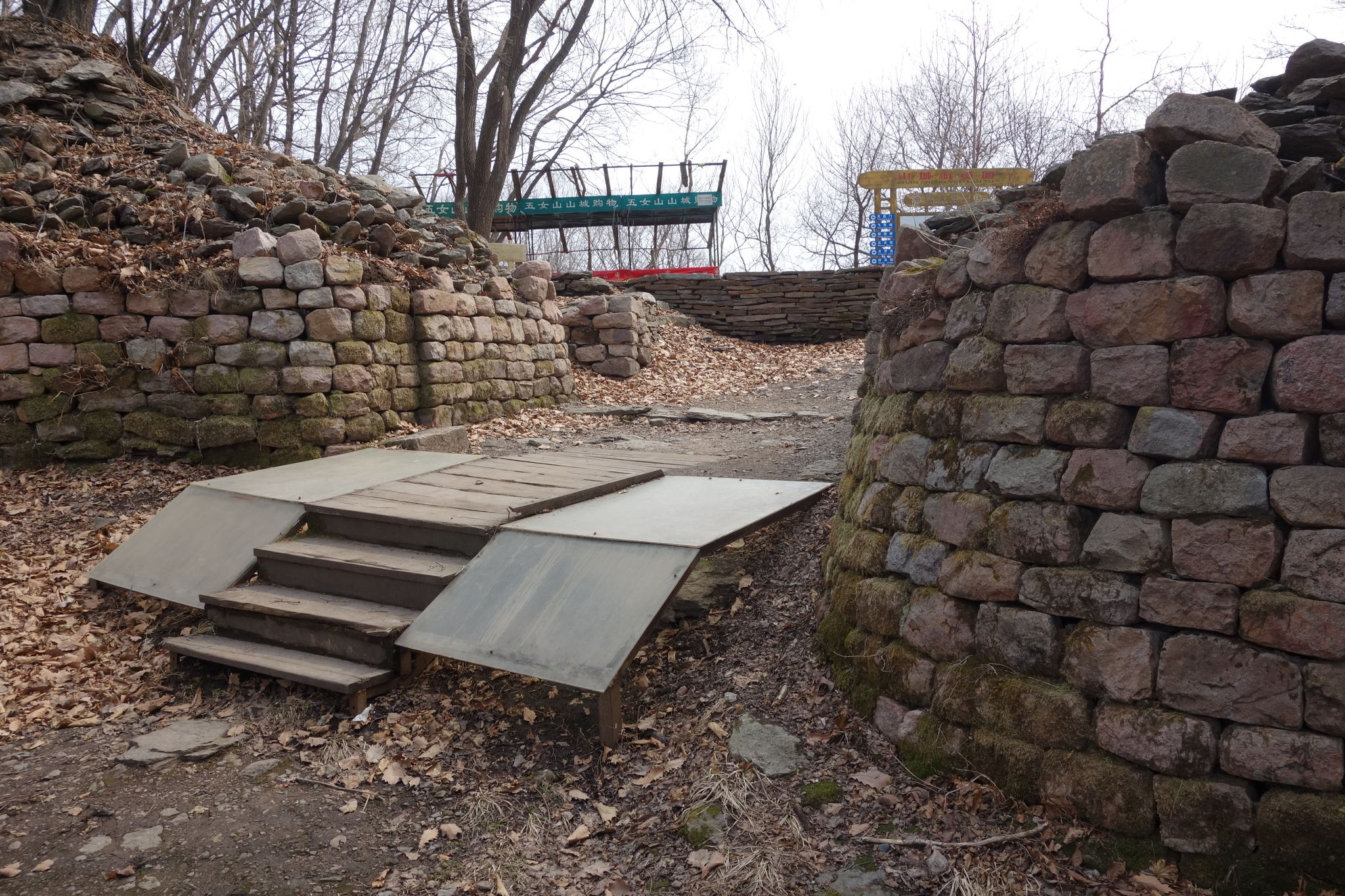
紇升骨城遗迹
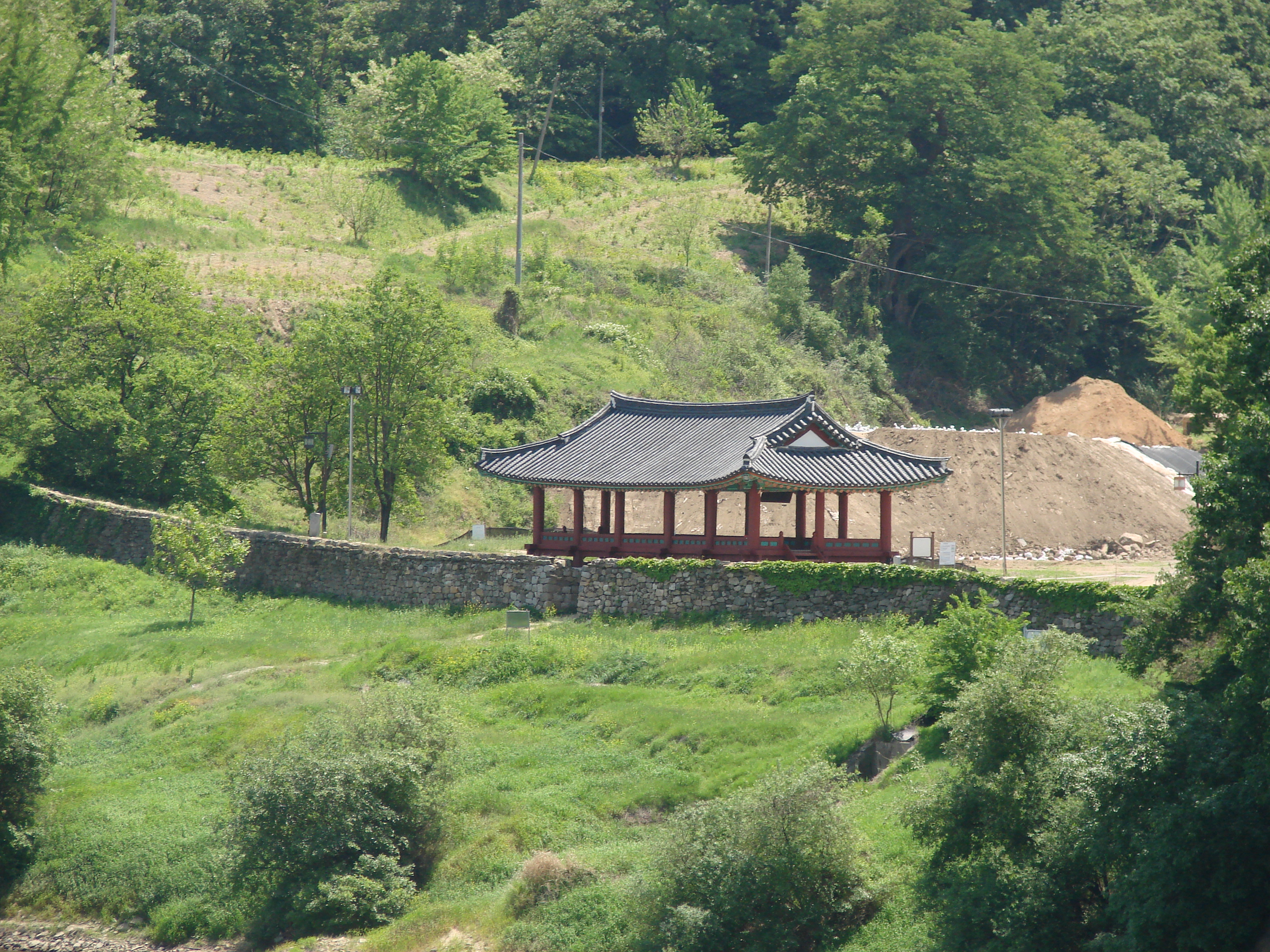
公山城
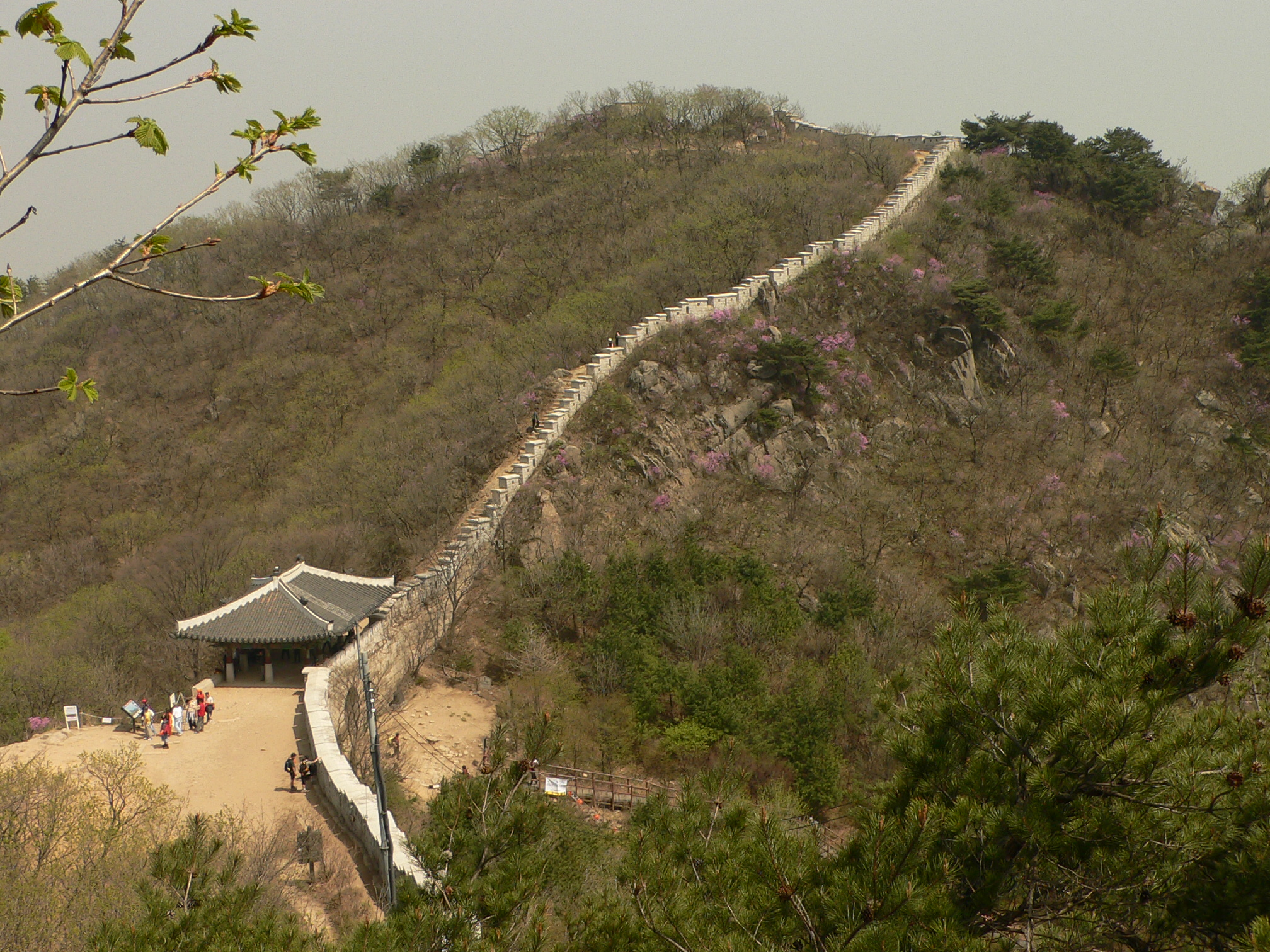
北汉山城（英语：Bukhansanseong）
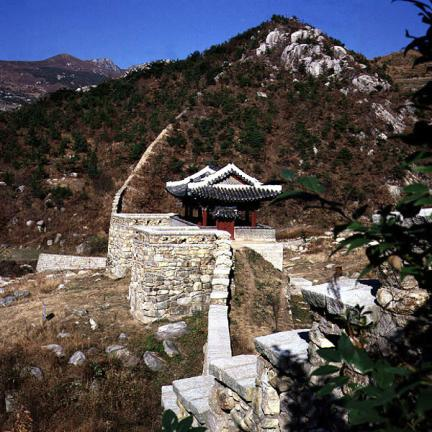
金井山城遗迹
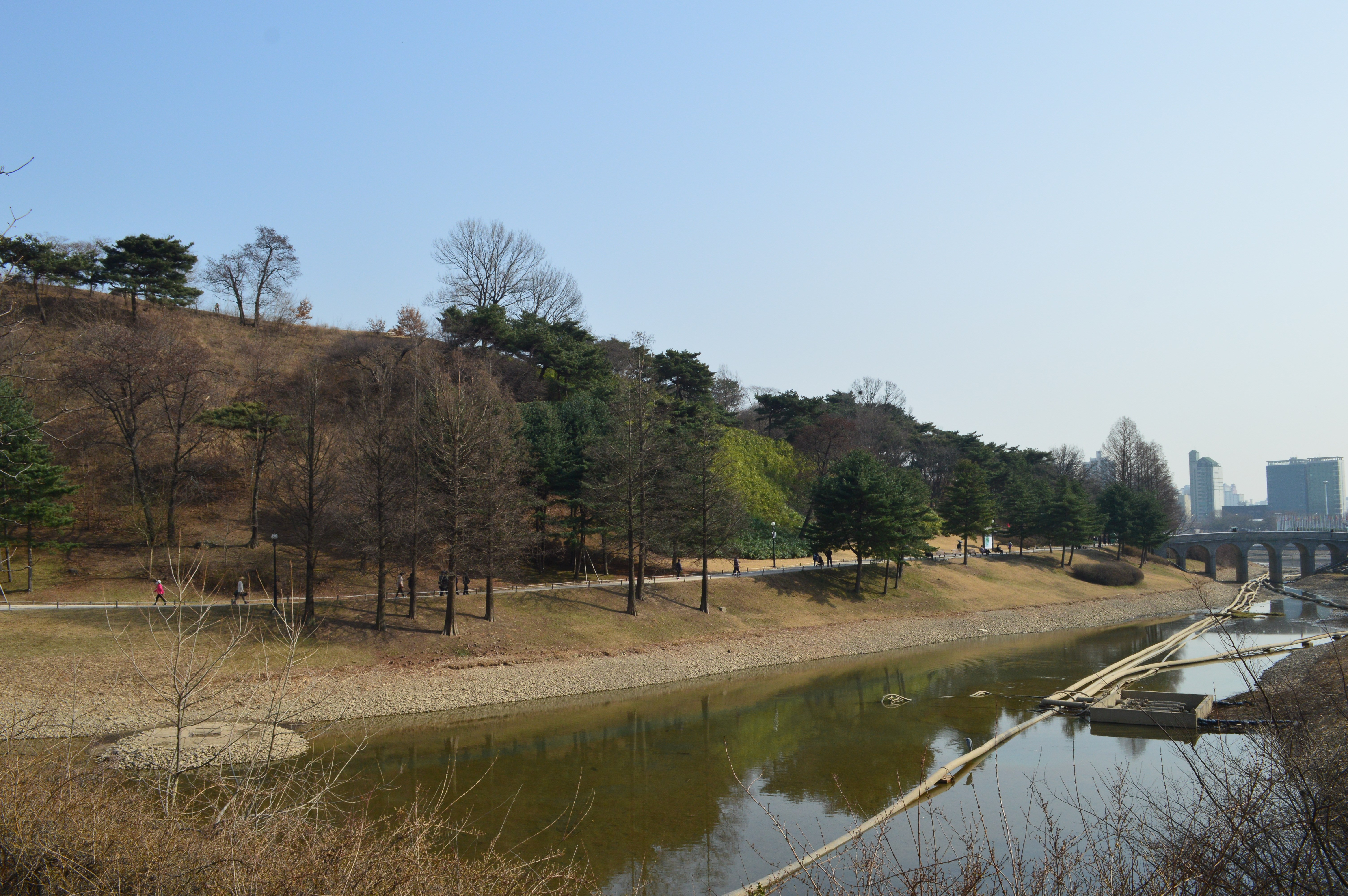
梦村土城遗构
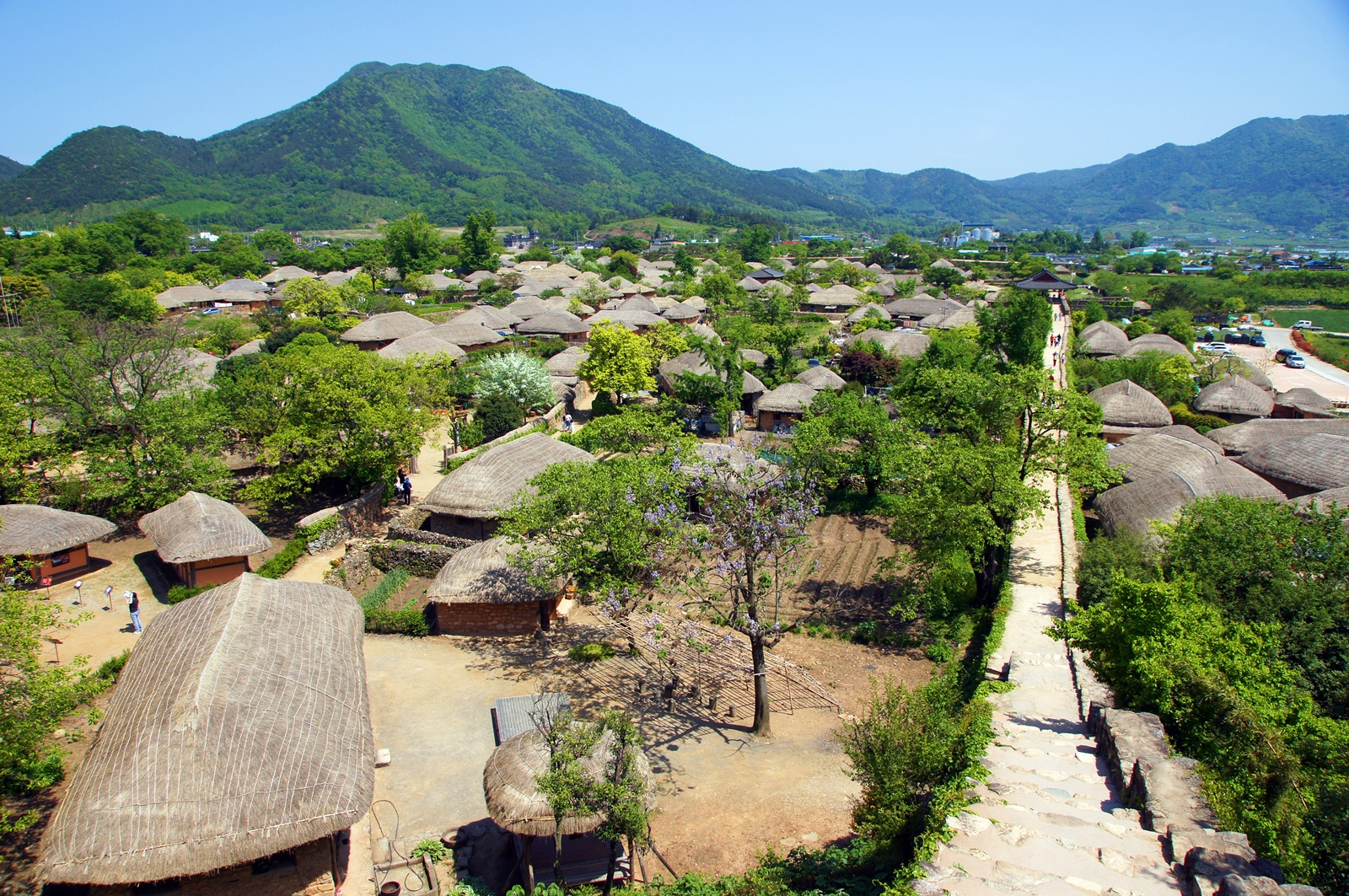
乐安邑城（英语：Naganeupseong）
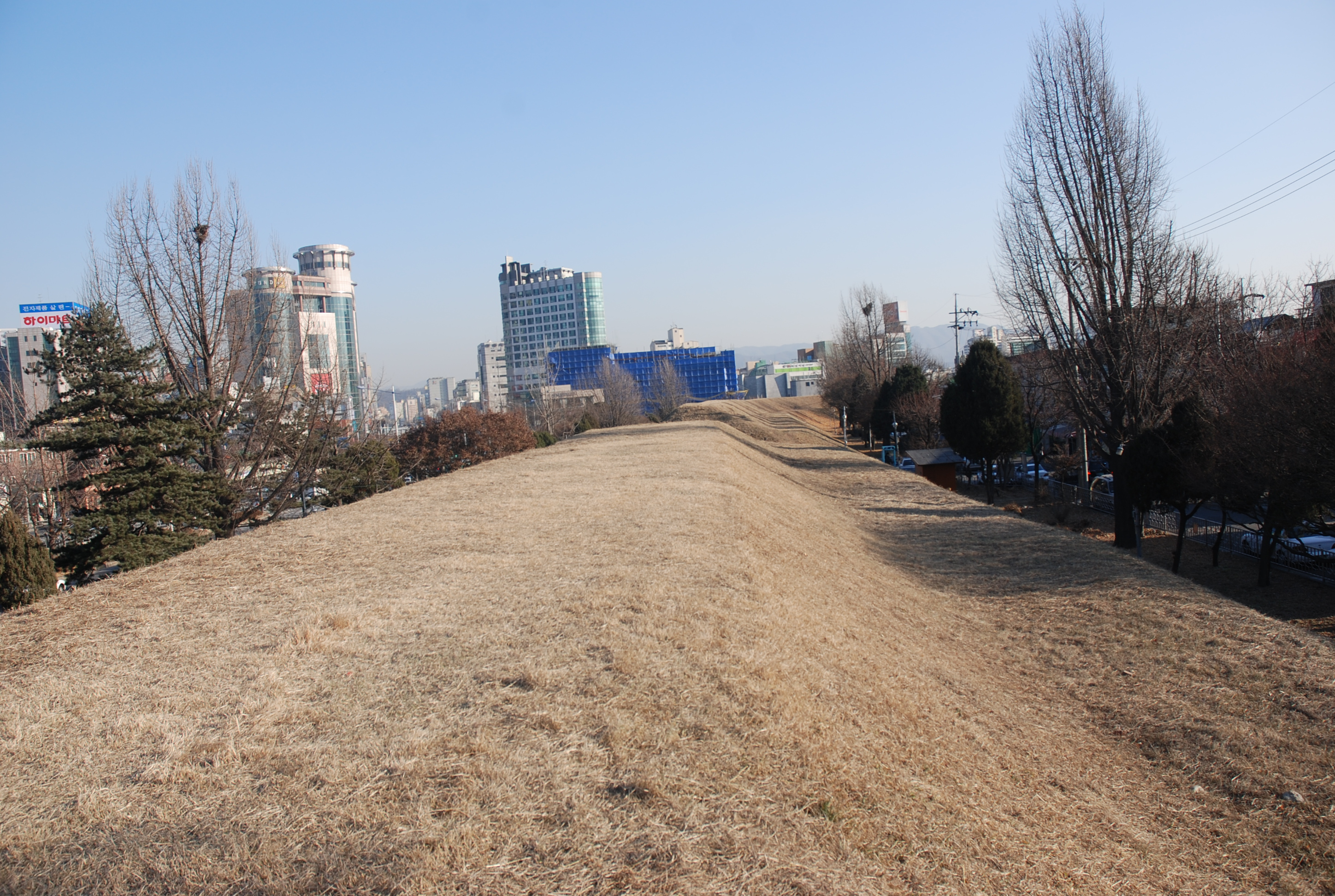
风纳土城遗构

## 关联条目
- 高句丽建筑#山城
- 古代山城 (日本)
- 倭城
- 城 (日本)